# Liste der Fußball-Weltmeistertrainer
Die Liste der Fußball-Weltmeistertrainer listet alle Fußballtrainer auf, die ihre Mannschaft zu einem Gewinn der Fußball-Weltmeisterschaft der Männer beziehungsweise Frauen geführt haben.
Die Fußball-Weltmeisterschaft der Männer wird seit 1930 ausgetragen. Seitdem haben 20 verschiedene Trainer einen Weltmeistertitel errungen. Erster Weltmeistertrainer war der Uruguayer Alberto Suppici. Der Italiener Vittorio Pozzo konnte als einziger Trainer zwei Weltmeistertitel gewinnen. Mário Zagallo aus Brasilien war der erste, der sowohl als Spieler als auch als Trainer Weltmeister wurde. Als Spieler gelang ihm dies 1958 und 1962, während er 1970 die Seleção als Trainer zum Titel führte. Der Deutsche Franz Beckenbauer wurde 1974 als Spieler und 1990 als Teamchef Weltmeister, der Franzose Didier Deschamps 1998 als Spieler und 2018 als Trainer. Der jeweilige Weltmeistertrainer betreute immer die Nationalmannschaft seines Heimatlandes.
Die Fußball-Weltmeisterschaft der Frauen wurde erstmals 1991 ausgespielt. Insgesamt sieben Trainer, davon drei Frauen, konnten bisher einen Weltmeistertitel für sich verbuchen. Erster Weltmeistertrainer war der US-Amerikaner Anson Dorrance. Erster europäischer Weltmeistertrainer war 1995 der Norweger Even Pellerud. Die Deutsche Tina Theune war 2003 die erste Weltmeistertrainerin.
Bislang konnte noch keine Frau sowohl als Spielerin als auch als Trainerin die Weltmeisterschaft gewinnen. Am nächsten an diese Leistung kam Silvia Neid heran, die 1995 als Spielerin Vize-Weltmeisterin wurde, bei der WM 2007 als Trainerin jedoch erfolgreich war. Die Britin Jill Ellis ist die einzige Weltmeistertrainerin, die beim Titelgewinn der USA 2015 nicht die Nationalmannschaft des Heimatlandes betreute und die Mannschaft der USA auch 2019 zum Titel führte.
Anmerkung: Die Liste ist sortierbar: Durch Anklicken eines Spaltenkopfes wird die Liste nach dieser Spalte sortiert, zweimaliges Anklicken kehrt die Sortierung um. Durch das Anklicken zweier Spalten hintereinander lässt sich jede gewünschte Kombination erzielen.

## Die Weltmeistertrainer

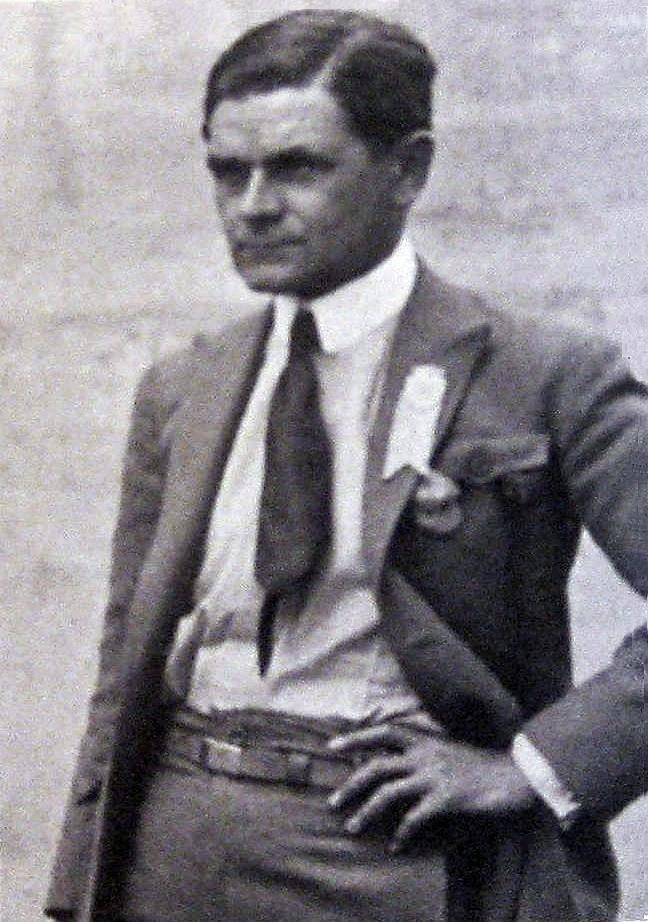
Vittorio Pozzo wurde als einziger Trainer zweimal Weltmeister

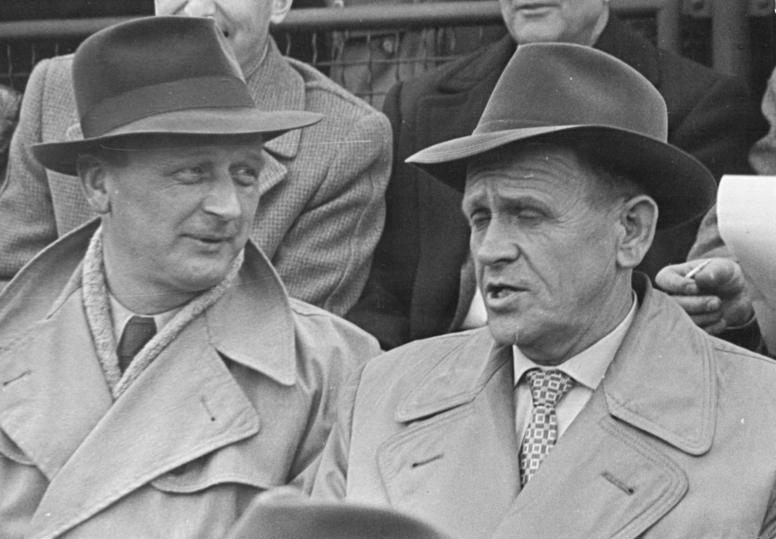
Sepp Herberger (rechts) war der erste deutsche Weltmeistertrainer

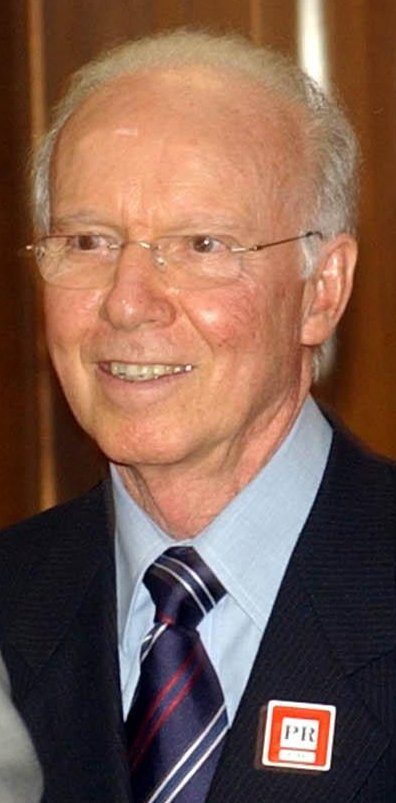
Mário Zagallo wurde als Erster sowohl als Spieler als auch als Trainer Weltmeister

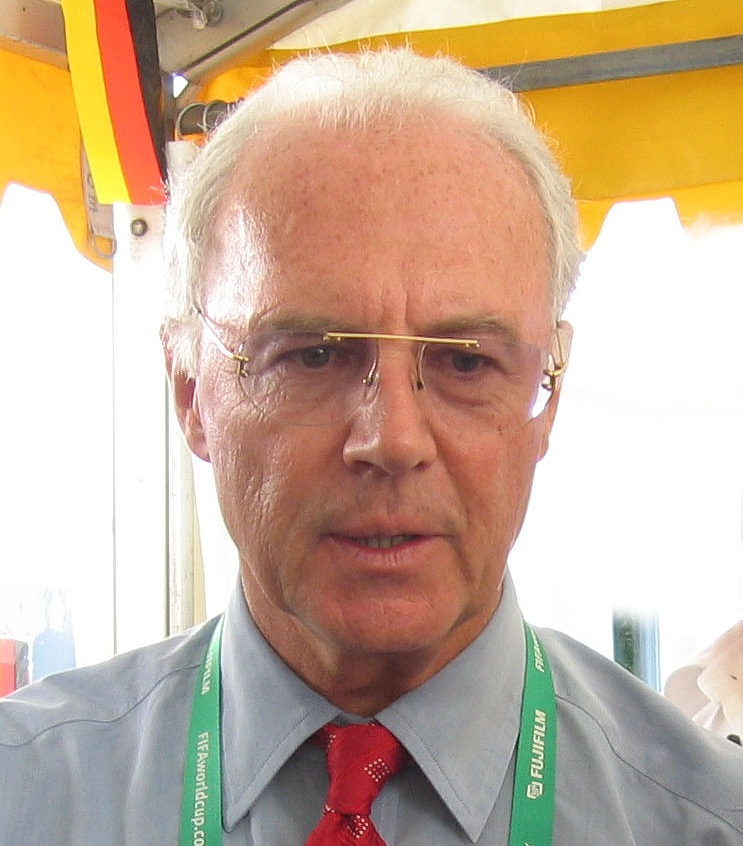
Franz Beckenbauer wurde ebenfalls sowohl als Spieler als auch als Teamchef Weltmeister

- WM: Nennt das Jahr, in dem die Weltmeisterschaft stattfand.
- Name: Nennt den Namen des Weltmeistertrainers.
- Land: Nennt die Nationalmannschaft, die die jeweilige Weltmeisterschaft gewonnen hat.
- Alter: Nennt das Alter des Weltmeistertrainers zum Zeitpunkt des Turniersieges.
- Ref: Nennt die jeweilige Referenz.

## Männer
| WM   | Name                    | Land           | Alter |
| ---- | ----------------------- | -------------- | ----- |
| 1930 | Alberto Suppici         | Uruguay        | 31    |
| 1934 | Vittorio Pozzo          | Italien        | 48    |
| 1938 | Vittorio Pozzo (2)      | Italien        | 52    |
| 1950 | Juan López              | Uruguay        | 42    |
| 1954 | Sepp Herberger          | BR Deutschland | 57    |
| 1958 | Vicente Feola           | Brasilien      | 48    |
| 1962 | Aymoré Moreira          | Brasilien      | 53    |
| 1966 | Alf Ramsey              | England        | 46    |
| 1970 | Mário Zagallo           | Brasilien      | 38    |
| 1974 | Helmut Schön            | BR Deutschland | 58    |
| 1978 | César Luis Menotti      | Argentinien    | 39    |
| 1982 | Enzo Bearzot            | Italien        | 54    |
| 1986 | Carlos Bilardo          | Argentinien    | 47    |
| 1990 | Franz Beckenbauer       | BR Deutschland | 44    |
| 1994 | Carlos Alberto Parreira | Brasilien      | 51    |
| 1998 | Aimé Jacquet            | Frankreich     | 56    |
| 2002 | Luiz Felipe Scolari     | Brasilien      | 53    |
| 2006 | Marcello Lippi          | Italien        | 58    |
| 2010 | Vicente del Bosque      | Spanien        | 59    |
| 2014 | Joachim Löw             | Deutschland    | 54    |
| 2018 | Didier Deschamps        | Frankreich     | 49    |
| 2022 | Lionel Scaloni          | Argentinien    | 44    |

## Frauen
| WM   | Name           | Land        | Alter |
| ---- | -------------- | ----------- | ----- |
| 1991 | Anson Dorrance | USA         | 40    |
| 1995 | Even Pellerud  | Norwegen    | 41    |
| 1999 | Tony DiCicco   | USA         | 50    |
| 2003 | Tina Theune    | Deutschland | 49    |
| 2007 | Silvia Neid    | Deutschland | 43    |
| 2011 | Norio Sasaki   | Japan       | 53    |
| 2015 | Jill Ellis     | USA         | 48    |
| 2019 | Jill Ellis (2) | USA         | 52    |
| 2023 | Jorge Vilda    | Spanien     | 42    |